# NimbRo

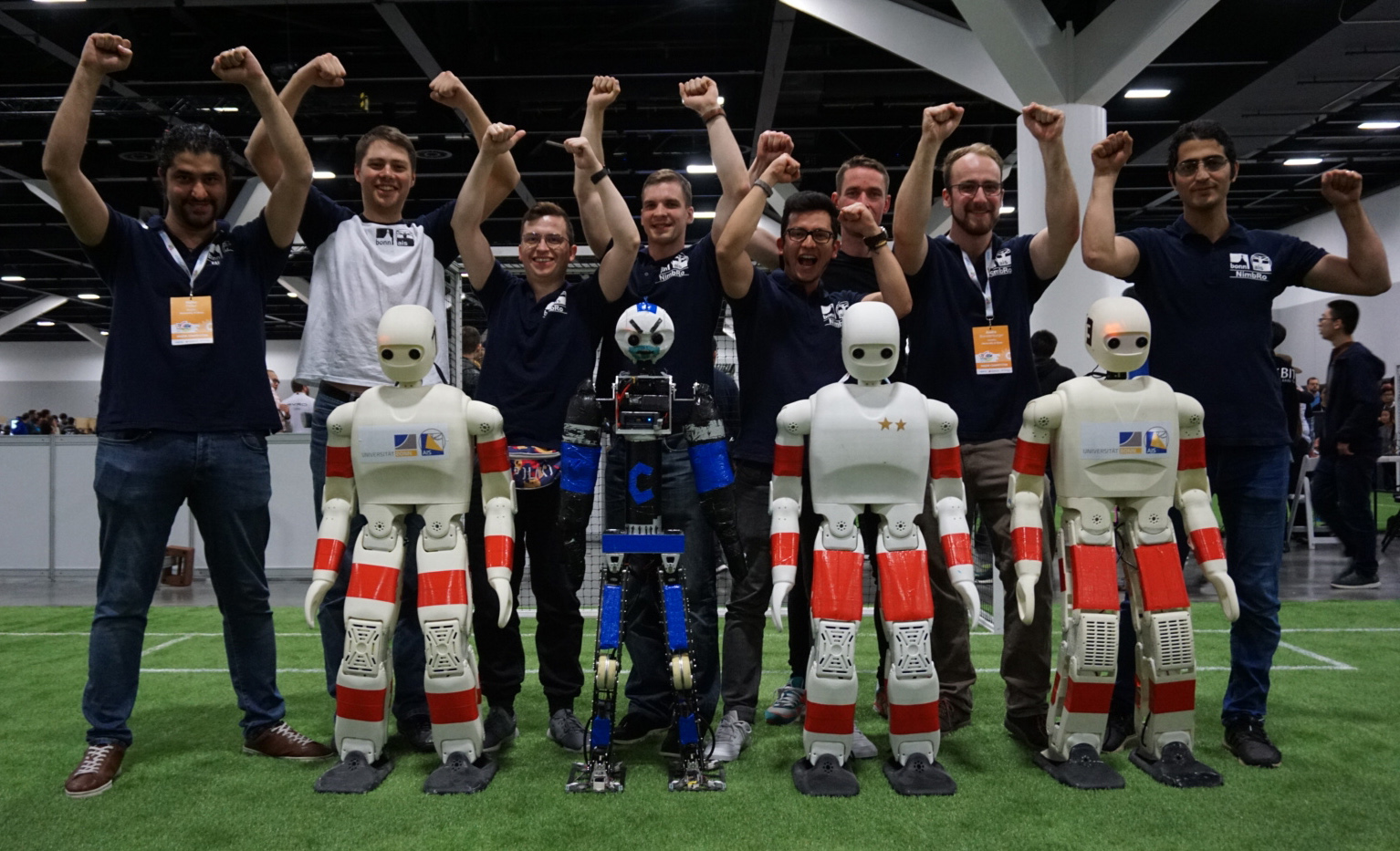
RoboCup 2019 Team NimbRo

NimbRo ist das Roboter-Wettbewerbsteam der Arbeitsgruppe Autonome Intelligente Systeme der Universität Bonn, die in den Bereichen kognitive Robotik und Computer Vision forscht. Es wurde 2004 an der Universität Freiburg gegründet.

## Forschung
Das Projekt NimbRo – Lernende Humanoide Roboter – wird durch die Deutsche Forschungsgemeinschaft (DFG) finanziert. Schwerpunkt ist die Entwicklung humanoider Roboter. Dabei werden sowohl die Roboterkörper gebaut als auch die Wahrnehmungsalgorithmen und die Software zur Verhaltenssteuerung entwickelt. Weiterer Forschungsschwerpunkt ist, die Systemkomponenten durch Lernverfahren zu verbessern. Neben dem Schwerpunkt humanoide Fußballroboter zählen auch Service-Roboter, Erkundungsroboter, Kommissionierungsroboter, Mikro-Luftfahrzeuge und Drohnen zu den Forschungsgebieten.
Das Problem bei der Konstruktion von Fußballrobotern ist, dass es sehr schwer ist, Robotern die Nachahmung der Ganzkörperkoordination zu vermitteln. Durch die Arbeit an diesem Problem bei Fußballrobotern können Wissenschaftler technologische Durchbrüche für andere, wichtigere Aufgaben schaffen. Hard- und Softwareentwicklungen des Teams NimbRo dienten als Basis für zahlreichen andere Modelle.
Kommissionierungsroboter beschäftigen sich damit Objekte zu erkennen, zu fassen und an einem vorgesehenen Ort abzulegen.
Der Such- und Rettungsroboter Roboter Momaro wurde als Helfer für Rettungseinsätze konzipiert und diente als Basis für Centauro, einem Rettungsroboter, der im Rahmen eines EU-Forschungsprojektes entwickelt wurde.
Außerdem wurden autonome Drohnen zur Innenschornsteinprüfung entwickelt.

## Wettbewerbe
Das Team NimbRo nahm an folgende Wettbewerben teil:
- RoboCup, Roboterfußball – in der Humanoiden Liga und den Größenklassen AdultSize, TeenSize, KidSize
- ANA Avatar XPRIZE Competition[9]
- Mohamed Bin Zayed International Robotics Challenge (MBZIRC)
- DARPA Robotics Challenge (DRC), halbautonome Roboter für Rettungseinsätze
- RoboCup@Home, Serviceroboter für Aufgaben im Haushalt
- Amazon Picking/Robotics Challenge, Wettbewerb für Kommissionierung[10]
- European Robotics Challenges (EuRoC), Roboter für industrierelevante Aufgaben
- DLR SpaceBot Cup, Weltraumroboter

Zu den Erfolgen zählen unter anderem der Gewinn von Weltmeistertiteln 2009–2013, 2016–2019 und 2022–2023 bei der RoboCup-Weltmeisterschaft in der Humanoid League im Fußball. Der Fußball-Roboter aus dem Jahr 2018 hat eine Größe von 135 Zentimetern und gilt als „Erwachsener“. Sein Gewicht liegt bei 18 Kilogramm. Der Quellcode und das Design des Roboters sind Open Source. Das Exoskelett besteht aus wenigen, einfachen Teilen, die mittels 3D-Druck aus Nylon gefertigt wurden.
Für den ANA Avatar XPRIZE-Wettbewerb entwickelte NimbRo ein intutitives immersives Telepräsenzsystem. Im Finale, das im November 2022 in Long Beach, CA stattfand, gewann NimbRo den Hauptpreis von 5 Millionen US$.
Bei der ersten Ausgabe des Roboterwettbewerbs MBZIRC 2017 gewann das Team den mit einer Million US-Dollar dotierten Hauptpreis und einen der drei Teilwettbewerbe. Schwerpunkt des Wettbewerbs waren die fliegenden und fahrenden Fähigkeiten der Roboter. In der Gesamtwertung lag das Team der Universität Bonn vor Teams anderer europäischer und amerikanischer Universitäten.

## Publikationen
- S. Behnke, T. Langner, J. Müller, H. Neub, M. Schreiber: NimbRo RS: A Low-Cost Autonomous Humanoid Robot for Multi-Agent Research, Proceedings of Workshop on Methods and Technology for Empirical Evaluation of Multi-Agent Systems and Multi-robot Teams (MTEE) at the 27th German Conference on Artificial Intelligence (KI2004), Ulm, Germany, September 2004.
- M. Schwarz, S. Behnke: Mobile Manipulation, Tool Use, and Intuitive Interaction for Cognitive Service Robot Cosero, Frontiers in Robotics and AI, Vol. 3, 2016.
- M. Schwarz, M. Beul, D. Droeschel, S. Schüller, S. Periyasamy, Ch. Lenz, M. Schreiber, S. Behnke: Supervised Autonomy for Exploration and Mobile Manipulation in Rough Terrain with a Centaur-like Robot, Front. Robot. AI, 13. Oktober 2016.
- M. Beul, N. Krombach, M. Nieuwenhuisen, D. Droeschel, S. Behnke: Autonomous Navigation in a Warehouse with a Cognitive Micro Aerial Vehicle, Robot Operating System (ROS), The Complete Reference (Volume 2), 487–524, Springer 2017.
- J. Stückler, M. Schwarz, M. Schadler, A. Topalidou‐Kyniazopoulou, S. Behnke: NimbRo Explorer: Semiautonomous exploration and mobile manipulation in rough terrain Journal of Field Robotics 33, 411–430.
- M. Beul, M. Nieuwenhuisen, J. Quenzel, R. A. Rosu, J. Horn, D. Pavlichenko, S. Houben, S. Behnke: Team NimbRo at MBZIRC 2017: Fast Landing on a Moving Target and Treasure Hunting with a Team of Micro Aerial Vehicles, Journal of Field Robotics 36, 204–229.
- M. Schwarz, D. Droeschel, C. Lenz, A. S. Periyasamy, E. Y. Puang, J. Razlaw, D. Rodriguez, S. Schüller, M. Schreiber, S. Behnke: Team NimbRo at MBZIRC 2017: Autonomous Valve Stem Turning using a Wrench, Journal of Field Robotics 36, 170–182.
- M. Schwarz, T. Rodehutskors, D. Droeschel, M. Beul, M. Schreiber, N. Araslanov, I. Ivanov, Ch. Lenz, J. Razlaw, S. Schüller, D.Schwarz, A. Topalidou‐Kyniazopoulou, S. Behnke: NimbRo Rescue: Solving Disaster‐response Tasks with the Mobile Manipulation Robot Momaro, Journal Field Robotics 34, 400–425.